# Usechimorpha barberi
Usechimorpha barberi är en skalbaggsart som beskrevs av Blaisdell 1929. Usechimorpha barberi ingår i släktet Usechimorpha och familjen barkbaggar. Inga underarter finns listade i Catalogue of Life.